# Ольгин павильон
О́льгин павильо́н — павильон в городе Петергофе, в пригороде Санкт-Петербурга. Ольгин павильон расположен на Ольгином острове Ольгина пруда в Колонистском парке, который находится южнее Верхнего сада. На соседнем острове расположен Царицын павильон.

## История

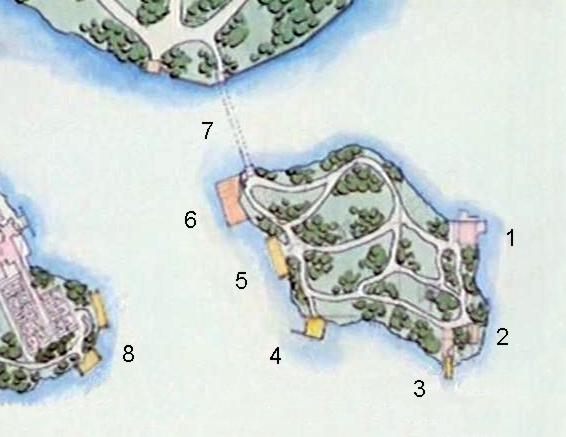
План Ольгина острова: 1. Ольгин павильон; 2. сторожка; 3. спуск для катера (не сохранился); 4. пристань для лодок (не сохранилась); 5. пристань для лодок (сейчас заменена на мост на Царицын остров); 6. пристань для лодок (не сохранилась); 7. паром с острова на берег Ольгина пруда (не сохранился); 8. Царицын остров.

Ольгин павильон был построен в 1846—1848 гг. по проекту архитектора А. И. Штакеншнейдера для дочери императора Николая I великой княгини Ольги Николаевны.
Павильон напоминает собой неаполитанскую постройку. Здание-башня установлено на выступающем из воды цоколе и завершается плоской крышей, на которой была устроена площадка с деревянным трельяжным навесом. Гладкие, выкрашенные в жёлтый цвет стены павильона оживлены белыми барельефами и бюстами, балконами и водостоками-драконами.

## Интерьеры дворца

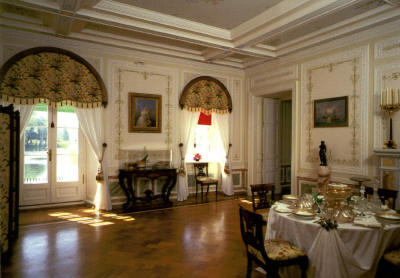
Столовая

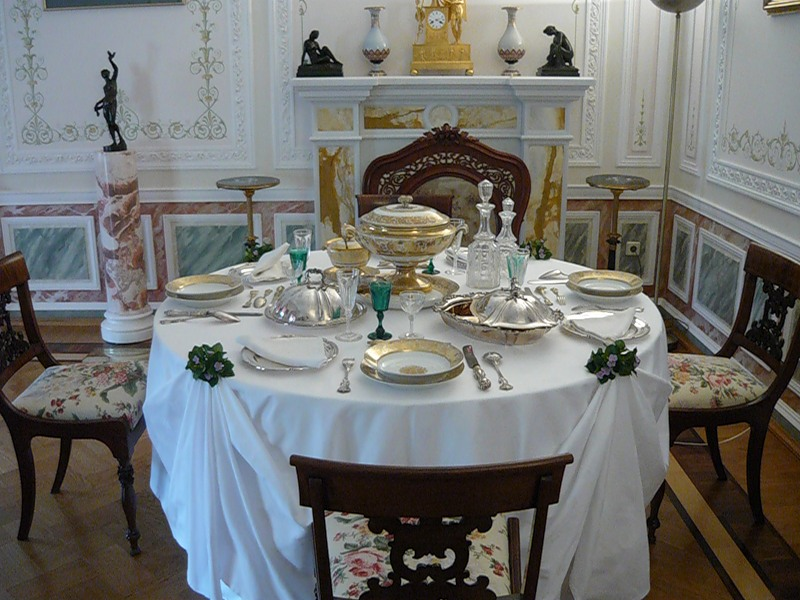
Сервированный стол в столовой

### Столовая
Вход в павильон находится с северной стороны. Пройдя мимо маленькой прихожей и лестницы, посетители оказываются в столовой. Нижние панели стен расписаны под мрамор, поверхность стен украшена легкими тягами с лепкой и несложной орнаментальной росписью, первоначально выполненной художником И. Дроллингером. Им же был расписан кессонированный потолок. Камин из белого и жёлтого мрамора ранее был выполнен в мастерской А.Трискорни. На камине стоят бронзовые позолоченные часы. О хозяйке павильона напоминает работа художника П. Н. Орлова, который запечатлел Ольгу Николаевну в Палермо в 1846 г.
Стол сервирован предметами из приданого великой княгини — глубокие и десертные тарелки, суповые миски (Императорский фарфоровый завод, 1846 г.). Рядом с фарфором поставлены блюда с крышками и тарелки из серебряного сервиза. На каждой из них выгравированы инициалы «О. Н.». К столовой примыкает небольшая буфетная, где также представлена посуда из приданого Ольги Николаевны. С противоположной стороны расположена крохотная туалетная. Из столовой через одну из дверей можно было выйти к лестнице, спускающейся к воде, к лодкам и гондолам.

### Кабинет Ольги Николаевны

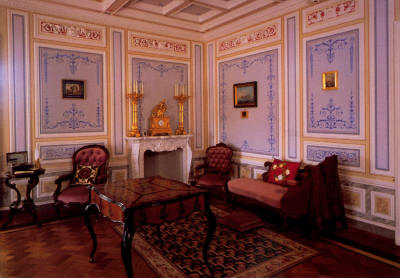
Кабинет Ольги Николаевны

На втором этаже находится кабинет Ольги Николаевны. Из него можно выйти на балкон, на маленькую террасу, или по внешней лестнице, украшенной мраморной вазой, спуститься в сад. Стены кабинета, как и столовой, окрашены «цветными колерами». На беломраморном камине — бронзовые позолоченные часы и канделябры. Кабинет обставлен мебелью русской работы середины XIX века. На письменном столе великой княгини среди различных предметов выделяется пресс для бумаги, сделанный в виде герба Сицилии — головы медузы Горгоны и трискелиона. Между окон на постаменте — бронзовая статуэтка Ольги Николаевны в русском придворном платье работы французского скульптора А.Троду 1830—1840-х годов. Здесь же представлена акварель, изображающая мужа великой княгини — принца Карла Вюртембергского, ставшего в 1864 г. вюртембергским королём Карлом I.

### Кабинет Николая I

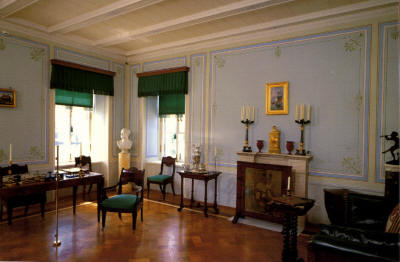
Кабинет Николая I

Над кабинетом Ольги Николаевны находится кабинет Николая I. Интерьер его отделан очень скромно. На письменном столе императора книги по военному делу. У дивана на небольшом столике поставлены серебряные бульотка, чайник и стакан в серебряном подстаканнике с гравировкой «Н.» и «А. Ф.» Стены кабинета украшают гуаши с видами Италии. На одной из них изображен вулкан Везувий, при извержении которого в 79 году н. э. под многометровым слоем пепла был погребен город Помпеи.
Выйдя из кабинета и поднявшись по лестнице ещё выше, можно попасть на смотровую площадку. Отсюда открывается красивый вид на Колонистский и Луговой парки.

## События

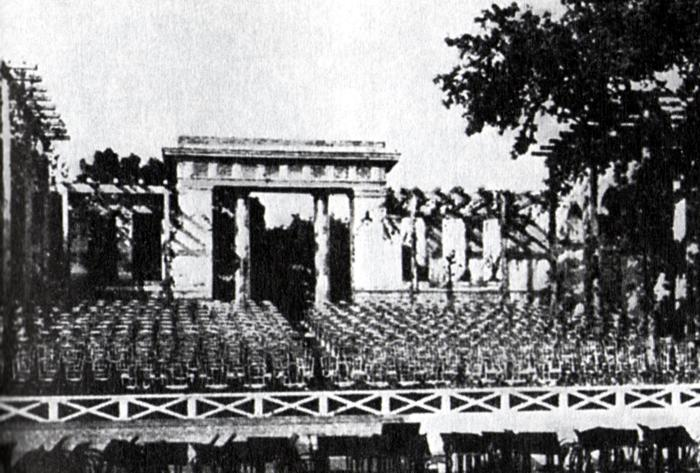
Театр на Ольгином острове

Во второй половине XIX в. на острове устраивались парадные балетные представления.
В 1897 г. на южном берегу острова был построен деревянный открытый театр, просуществовавший до 1905 г. Сцена, украшенная декорациями в виде античных руин, была устроена на воде и отделялась от острова полоской воды. Зрительный зал располагался на берегу острова, а оркестр — в специальном кессоне у кромки воды.
Здесь танцевали лучшие артисты Императорских театров: Е.Соколова, П.Гердт, М.Кшесинская, Т.Карсавина, А.Ваганова. Интересные воспоминания о спектаклях на Ольгином оставили балерины М.Кшесинская и Т.Карсавина.

## После 1917 года

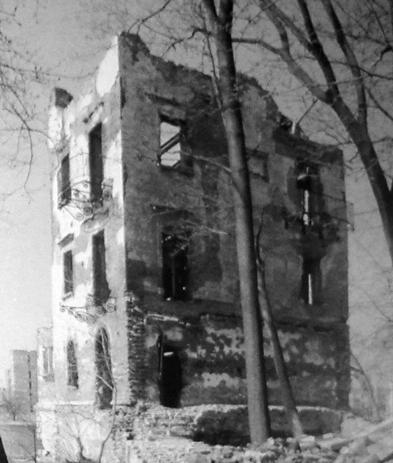
Ольгин павильон до реставрации

После революции Ольгин остров был запущен, скульптуру вывезли, павильон стоял пустой и медленно разрушался. В годы второй мировой войны здание сгорело, и долгие годы находилось в руинированном состоянии. Реставрация стала возможной только в начале XXI века. За несколько лет Ольгин павильон был полностью воссоздан: установлены новые перекрытия, оконные и дверные заполнения, выполнены штукатурные работы, заново расписаны интерьеры и изготовлены камины, подобраны экспонаты. В 2005 году в Ольгином павильоне был открыт музей.

## Фотографии

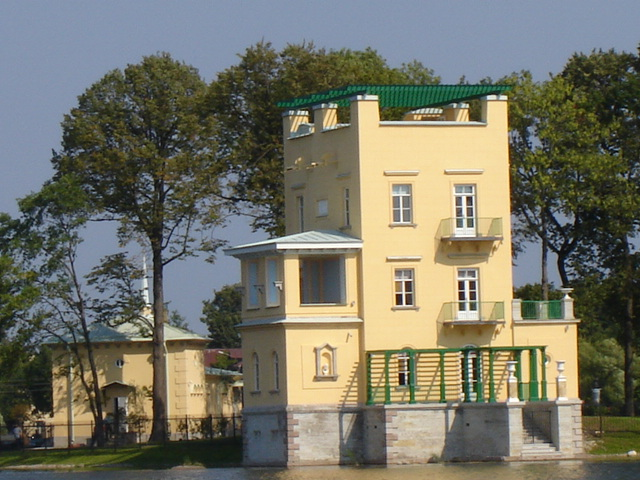
Южный фасад Ольгина павильона
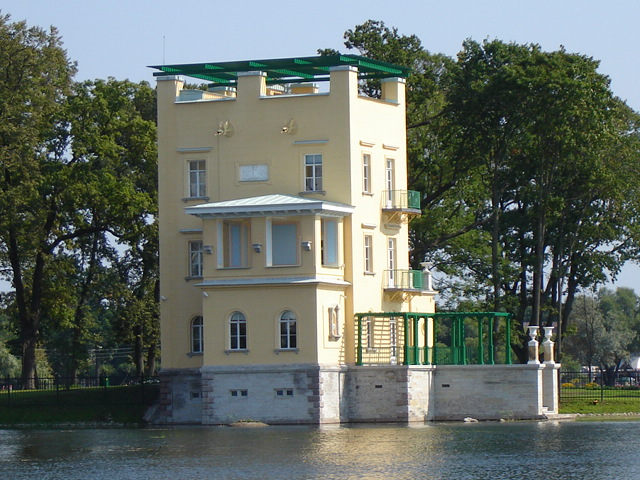
Западный фасад Ольгина павильона
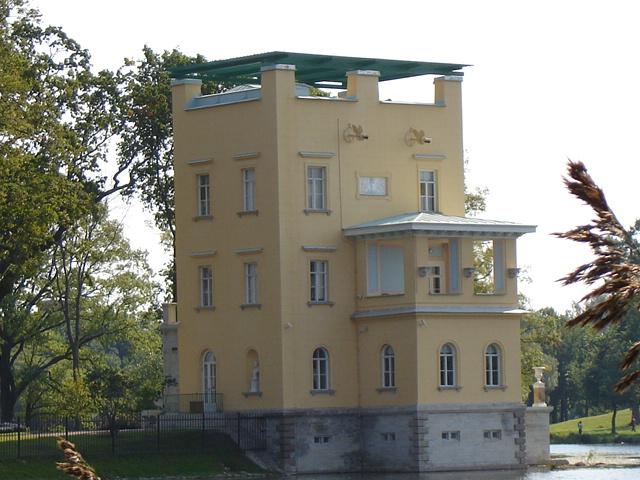
Северный и западный фасады Ольгина павильона
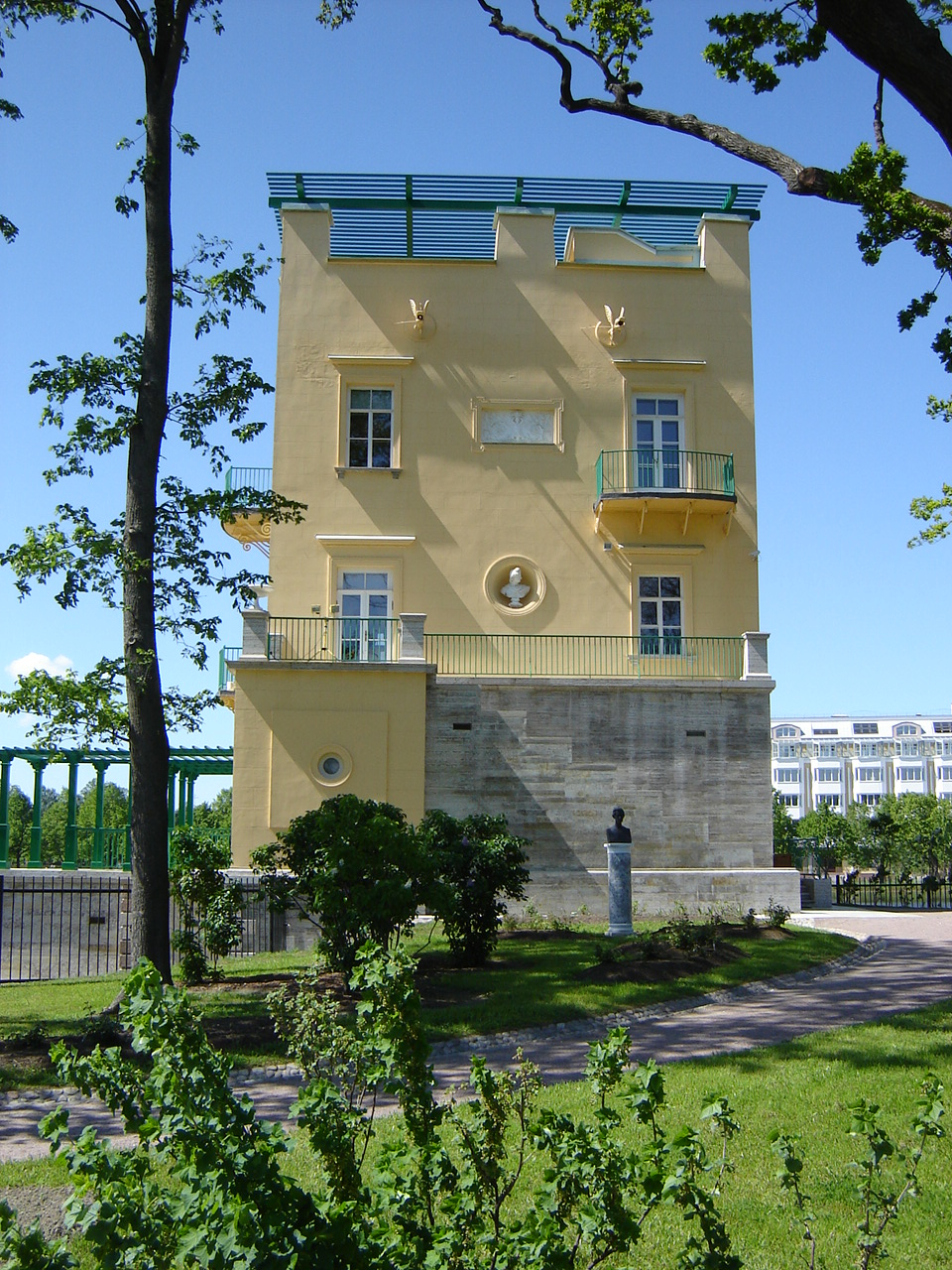
Восточный фасад Ольгина павильона